# Gloiodon
Gloiodon is een geslacht van schimmels behorend tot de familie Bondarzewiaceae. De typesoort is Gloiodon strigosus.

## Soorten
Volgens Index Fungorum bevat het geslacht de volgende vier soorten (peildatum augustus 2023):
| Soortnaam             | Auteur(s)           | Publicatiejaar |
| --------------------- | ------------------- | -------------- |
| Gloiodon nigrescens   | (Petch) Maas Geest. | 1964           |
| Gloiodon occidentalis | Ginns               | 1988           |
| Gloiodon stratosus    | (Berk.) Banker      | 1910           |
| Gloiodon strigosus    | (Sw.) P. Karst.     | 1879           |